# Paulo Tarrto
Paulo Álvaro Tarrto (, 12 de abril de 1914 — , ) foi um nadador brasileiro, que participou de uma edição dos Jogos Olímpicos pelo Brasil.

## Trajetória esportiva
Aos 22 anos participou das Olimpíadas de 1936 em Berlim, e nadou os 100 metros livre, não chegando à final da prova.